# David Canter
David Victor Canter (nacido el 5 de enero de 1944) es un psicólogo. Él comenzó su carrera como psicólogo arquitectónico, estudiando las interacciones entre las personas y los edificios, publicando y prestando servicios de consultoría en los diseños de oficinas, escuelas, cárceles, viviendas y otras formas arquitectónicas, así como explorar cómo la gente tenía sentido del medio ambiente a gran escala, en particular las ciudades. Creó la revista Journal of Environmental Psychology en 1980. Su trabajo en la arquitectura le llevó a los estudios de las reacciones humanas en los incendios y otras emergencias. Fue pionero en investigación Psicológica en Gran Bretaña. Ayudó a la policía en 1985, para el caso del Violador de tren. Fue profesor de Psicología de la Universidad de Surrey durante diez años, donde desarrolló la Psicología en Investigación donde describió en detalle: Perfiles de Delincuentes y el análisis de la acción penal y un plan de estudios. Fue Director del Centro de Investigación de Psicología que tiene su base en la Universidad de Liverpool. 
Desde 2009 ha estado en la Universidad de Huddersfield. En la Universidad de Liverpool Canter desarrolló el programa de Maestría en Psicología de Investigación que dirigió hasta 2007. Ya no se dirige este programa, que en consecuencia, ha cambiado para reflejar el ámbito más amplio de la Psicología Forense y una visión más equilibrada del campo. Él es el fundador y director de la Academia Internacional de Investigación de Psicología, una academia profesional para los investigadores que buscan aplicar las ciencias sociales a los procesos legales y de investigación.